# Saint-Martin-du-Vieux-Bellême
Saint-Martin-du-Vieux-Bellême é uma comuna francesa na região administrativa da Normandia, no departamento Orne. Estende-se por uma área de 15,73 km². Em 2010 a comuna tinha 587 habitantes (densidade: 37,3 hab./km²).